# Трст (филм)
Трст је југословенски и словеначки драмски филм први пут приказан 5. јануара 1951. године. Режирао га је Франце Штиглиц, а сценарио је написао Франце Бевк.

## Улоге
| Глумац              | Улога         |
| ------------------- | ------------- |
| Мира Беденк         | Анда          |
| Ангело Бенетели     | Пенко         |
| Сандро Бијанхи      | Донати        |
| Вјекослав Бонифачић | Буроле        |
| Алесандро Дамиани   | Карло         |
| Августа Данилова    | Стара женица  |
| Флавио дела Ноће    | Пиеро         |
| Јосип Фишер         | Мених         |
| Елиза Гернер        | Анамарија     |
| Франц Гунжер        | Комесар места |
| Павла Кович         | Вратарева кћи |
| Славица Красевец    | Маријета      |
| Андреј Курент       | Иван          |
| Аница Кужник        | Вида          |

Остале улоге  ▼
| Глумац             | Улога          |
| ------------------ | -------------- |
| Марћело Мичели     | Моро           |
| Карло Монтини      | Олива          |
| Лојзе Потокар      | Јуст           |
| Стане Потокар      | Командир места |
| Модест Санцин      | Гаљоф          |
| Стане Север        | Борут          |
| Звоне Синтич       | Тадео          |
| Перо Скерл         | Пахор          |
| Владимир Скрбиншек | Шмедке         |
| Душан Скредл       | Поручник       |
| Јоже Зупан         | Сила           |
| Мирко Жупанчић     | Сергеј         |

Комплетна филмска екипа  ▼
| Редитељ              | Франце Штиглиц   |                   |
| Сценариста           | Франце Бевк      |                   |
| Композитор           | Маријан Липовшек |                   |
| Директор фотографије | Руди Ваупотич    |                   |
| Mонтажер             | Милка Мађура     |                   |
| Сценограф            | Борис Кобе       |                   |
| Сценограф            | Мирко Липужић    |                   |
| Сценограф            | Нико Матул       |                   |
| Костимограф          | Вера Слапар      |                   |
| Одсек за шминку      | Мара Краљ        | шминкерка         |
| Одсек за шминку      | Берта Меглич     | шминкерка         |
| Менаџер продукције   | Младен Козина    | директор филма    |
| Помоћник режије      | Јане Кавчич      | помоћник редитеља |
| Помоћник режије      | Звоне Синтич     | помоћник редитеља |
| Одсек за звук        | Херман Кокове    | тонски сарадник   |